# Nicole d'Oliva
Nicole d'Oliva, född 1761, död 1789, var en fransk prostituerad. Hon var en av huvudfigurerna i den berömda bedrägeriaffär som är känd i historien som halsbandsprocessen. 
Det var hon som engagerades för att spela rollen som drottning Marie Antoinette under bedrägeriet och som därmed slutgiltigt övertygade kardinal Louis de Rohan om att drottningen var inblandad i affären. Hon ställdes inför rätta i Paris sedan bedrägeriet avslöjats sommaren 1785. Domstolen trodde på hennes uppgifter om att hon inte hade varit medveten om att hon deltog i ett svindleri utan bara hade engagerats för att spela en skådespelarroll, och hon blev därför frikänd.